# 希爾頓鎮區 (愛荷華州愛荷華縣)
希爾頓鎮區（英語：Hilton Township）是位於美國愛荷華州愛荷華縣的一個行政鎮區。

## 地方資料
根據2010年美國人口普查的數據，希爾頓鎮區的面積為93.55平方千米，當中陸地面積為93.51平方千米，而水域面積為0.04平方千米。當地共有人口717人，而人口密度為每平方千米7.66人。